# ねんきん定期便
ねんきん定期便（ねんきんていきびん）とは、社会保険庁が2009年4月から実施した公的年金の保険料納付実績や将来受給できる年金額の見込みなど年金に関わる個人情報を、国民年金・厚生年金保険の被保険者に郵便で発送する通知書である。なお、2010年からは社会保険庁の廃止に伴い、「ねんきん定期便」を含む同庁の業務は日本年金機構に引き継がれた。

## 発送時期と記載内容
「ねんきん定期便」は当初2008年4月から実施の予定であったが、「ねんきん特別便」の作業により、ねんきん定期便の発送は1年先送りされ2009年4月から実施となった。「特別便」は2008年10月30日までに、全ての加入者と年金受給者、計約1億800万人への発送を終えている。また、「特別便」は原則1人に対して1回だけであったが、「ねんきん定期便」はその名の通り定期的に繰り返し年金受給者となるまで発送される。
2009年4月から一旦、全加入者宛に順次発送され加入期間、見込み受給年金額、加入履歴、過去のすべての厚生年金の標準報酬月額および国民年金の保険料納付状況（納付、未納、免除の別）などを記載。「特別便」は加入期間とその期間における勤務先を確認する目的であるが、「定期便」は加入者自身が過去の納付状況を確認できるものとされる。ここで言う一旦とは新たな「ねんきん定期便」を開始するに当たって一旦全加入者に発送時点までの内容を記載し、確認を促すものとなる。上記の発送を一旦終えた後、さらに現役加入者に対して毎年定期的（毎年誕生月。ただし1日生まれは誕生月の前月）に発送する。
被保険者の年齢が35歳、45歳、59歳（2012年度までは58歳）（いわゆる「節目年齢」）のときは、封書で以下の内容が記載される。節目年齢以外のときは、平成24年度よりはがきで以下の1〜3と、直近1年分の5,6が記載される。
1. 年金加入期間（加入月数、納付済月数等）
2. 老齢年金の見込み額（50歳未満は加入実績に応じた見込み額、50歳以上は定期便作成時の加入制度に同じ条件で引き続き60歳まで加入したと仮定した将来の年金見込み額）
  - 「作成時」の加入制度によるので、例えば2013年10月以降の物価スライド特例水準解消等の理由により、前年の定期便より加入月数が増えているのに見込み額が減額となっているケースがある。
  - 国民年金基金、厚生年金基金の加入実績は定期便には記載されない。そのため、厚生年金基金加入者は、老齢厚生年金の見込み額に代行部分が反映されないため、実際の年金見込み額よりも低い額が記載される可能性がある。
3. これまでの保険料納付額（被保険者負担分累計。なお事業主負担分については記載されない）
4. 年金加入履歴（加入制度、事業所名、被保険者資格取得・喪失年月日等）
5. 厚生年金保険のすべての期間の月ごとの標準報酬月額・標準賞与額・保険料納付額
6. 国民年金のすべての期間ごとの保険料納付状況（納付・未納・免除等）

### ねんきんネットサービス
ねんきん定期便によらず、2006年3月31日から始まったパソコンなどによってインターネットを介してねんきん定期便に記載される内容と同様なものを何時でも入手できる「年金個人情報提供サービス」があったが、2011年2月28日から「ねんきんネットサービス」と改称され機能も改善された。これはインターネットを介して基礎年金番号、氏名、生年月日などを入力し申し込み社会保険庁で管理する記録による本人確認後、ユーザIDとパスワードが郵便で知らされ、その後サービスを使うことができるもの。2011年度以降は「定期便」に記載されているアクセスキーを利用することで短時間で利用登録が可能である。またパソコンなどを使いこなせない加入者の同意を得てサービスの利用を申し込み、記録を見て知らせてあげたり同席して見ることができる。
このサービスを利用すればねんきん定期便を待つことなく何時でも最新の年金記録が確認でき、「私の履歴整理表」を用いれば記録の確認が容易となる。将来の年金額も試算でき、また持ち主不明の記録を検索することもできる。また、2012年4月から「ねんきんネット」利用者でメールアドレスを登録した者には、誕生月に電子版「ねんきん定期便」のお知らせが送信され、節目年齢時に確認できる内容（郵送版と完全に同じではない）を見ることができる。なお、このサービスは老齢基礎年金をすでに受給している者は受けられない。このサービスは民主党などが提唱していた「年金通帳」に代わるものとされる。

## 経緯
- 2009年3月下旬 - 「ねんきん定期便」のおしらせ 保存版として4月から発送が始まる案内と定期便の詳細内容のタブロイド判4ページが新聞一般紙の折込方式で政府広報「あしたのニッポン」平成21年（2009年）3月号が配布された[6]。